# Bernat d'Armendaris
Bernat d'Armendaris (? - 1474) fou un militar d'origen navarrès, baró de Palafolls.
Va arribar a Catalunya amb el seguici de Joan de Beaumont (lloctinent d'Enric IV de Castella), i esdevingué un notable cap militar en la revolta contra Joan el Sense Fe. Entre 1463 i 1464 va intervenir destacadament en el lideratge de la defensa de Lleida i en la batalla de Calaf del 1465, que fou perduda pels partidaris del conestable Pere. També contribuí a abastar Cervera, assetjada per Joan II, i la defensà fins a la rendició del 1465.
Pere IV de Catalunya li concedí la baronia de Palafolls, que tenia les terres al nord de l'actual Maresme; i gràcies al matrimoni amb Joana Estefania de Pinós li donà opció al patrimoni dels vescomtes d'Illa i Canet.
El Consell del Principat el va nomenar capità del bisbat de Girona, i el 1466 fou nomenat capità de l'Empordà pro indiviso amb el seu germà Joan d'Armendaris i Pere Joan Ferrer, familiar seu. De fet juntament amb aquest últim Joan de Lorena (lloctinent del nou rei Renat I triat per les institucions catalanes) el va nomenar governador militar de l'Empordà. Malgrat tot, un cop mort Joan de Lorena el 1470 Armendaris passà al bàndol de Joan el Sense Fe, tot participant en les últimes campanyes de la guerra: Juntament amb Joan Sarriera va conquerir Blanes el 17 de juliol de 1471, des d'on trencà les relacions amb el rei Renat I i el lloctinent d'aquest a Catalunya. El 1471 signà a Saragossa el conveni que li restituïa el nord del Principat.
Joan II, en agraïment, li confirmà el 1472 la capitania de l'Empordà, la senyoria de Palafolls i el dret d'autoanomenar-se vescomte. Un cop acabada la guerra civil Bernat d'Armendaris havia esdevingut un dels personatges més poderosos de Catalunya. Va participar en la campanya militar per recuperar els comtats del Rosselló i la Cerdanya, ocupats pels francesos: L'1 de febrer de 1473 entrà a Perpinyà al capdavant d'un exèrcit que precedia el rei. Des d'allà rebutjà les tropes franceses que assetjaven la ciutat i aconseguí una notable victòria a Palau del Vidre.